# 武皇后 (莫太宗)
武皇后（越南语：／，？—？），姓武氏（越南语：／），越南莫朝皇后，莫太宗之妻。
武氏事蹟不詳，但能確定她被莫太宗莫登瀛立為皇后。在中國史書《明史》曾提及她與阮敬的女兒阮氏（莫登瀛兒子莫敬典之妻）關係良好，故阮敬就得專權。